# Championnat de France masculin de volley-ball 1975-1976
Navigation
Saison précédente Saison suivante
Le Championnat de France de volley-ball Nationale 1 1975-1976 a opposé les dix meilleures équipes françaises de volley-ball.

## Listes des équipes en compétition
| \| Asnières-sur-Seine Clamart Grenoble Montpellier UC ASPTT Montpellier RC France Saint-Maur-des-Fossés Sète Stade Français Tourcoing \| Localisation des clubs engagés dans le championnat. |
| Asnières-sur-Seine Clamart Grenoble Montpellier UC ASPTT Montpellier RC France Saint-Maur-des-Fossés Sète Stade Français Tourcoing                                                           |

| Asnières Sports             |
| CSM Clamart                 |
| AS Grenoble                 |
| Montpellier Université Club |
| ASPTT Montpellier           |
| Racing club de France       |
| VGA Saint-Maur              |
| Arago de Sète               |
| Stade Français              |
| Tourcoing Sports            |

## Formule de la compétition
- Type championnat : Dix équipes en compétition avec dix huit matches aller et retour.

## Saison régulière

### Classement
| #  | Équipe            | Pts | J  | G  | P  | SP | SC |
| 1  | Saint-Maur        | 34  | 18 | 16 | 2  | 52 | 17 |
| 2  | Montpellier UC    | 34  | 18 | 16 | 2  | 51 | 20 |
| 3  | RC de France      | 32  | 18 | 14 | 4  | 48 | 20 |
| 4  | Tourcoing         | 29  | 18 | 11 | 7  | 38 | 35 |
| 5  | Grenoble          | 26  | 18 | 8  | 10 | 32 | 40 |
| 6  | Asnières          | 25  | 18 | 7  | 11 | 32 | 39 |
| 7  | Clamart           | 25  | 18 | 7  | 11 | 31 | 40 |
| 8  | ASPTT Montpellier | 24  | 18 | 6  | 12 | 32 | 42 |
| 9  | Stade français    | 22  | 18 | 4  | 14 | 43 | 47 |
| 10 | Sète              | 19  | 18 | 1  | 17 | 13 | 53 |

## Bilan de la saison
| Tableau d'Honneur |                |
| Compétition       | Vainqueur      |
| Nationale 1       | Montpellier UC |

| Qualifications européennes 1976-1977 |                |
| Compétition                          | Qualifiés      |
| Coupe d'Europe des Clubs Champions   | VGA Saint-Maur |
| Coupe des vainqueurs de Coupes       | Montpellier UC |

| Promotions et relégations |                                |
| Relégués en Nationale 2   | Stade français Arago de Sète   |
| Promus de Nationale 2     | AS Cannes Tours Étudiants Club |